# Laccophilus mohelicus
Laccophilus mohelicus – gatunek wodnego chrząszcza z rodziny pływakowatych i podrodziny Laccophilinae.

## Taksonomia
Gatunek ten opisany został po raz pierwszy w 2022 roku przez Johannesa Bergstena i Olofa Biströma. Jako miejsce typowe wskazano Foret de Fomboni na wyspie Mohéli w archipelagu Komorów. W obrębie rodzaju zaliczany jest do grupy gatunków alluaudi. Epitet gatunkowy pochodzi od nazwy wyspy.

## Morfologia
Chrząszcz o ciele długości od 3,3 do 3,8 mm i szerokości od 1,9 do 2,2 mm. Głowa jest ceglasta z nieco ciemniejszym, słabiej niż u L. tigrinus odgraniczonym rejonem w tyle; powierzchnia głowy jest delikatnie mikrorzeźbiona, dość błyszcząca, w tyle z gęstym, niemal izodiametrzycznym siateczkowaniem, przy oczach z nielicznymi, nieregularnymi punktami. Smukłe czułki mają kolor ceglasty. Przedplecze jest ceglaste do jasnordzawego, na przedzie z bladobrązową do rdzawej, rozmytą plamką, pokryte siateczkowaniem, na przedzie i po bokach delikatnie, nieregularnie punktowane. Na ceglastych pokrywach znajdują się czarne lub ciemnordzawe znaki podłużne, z których cztery wewnętrzne sięgają niemal do ich podstawy, a trzy zewnętrzne kończą się wcześniej pozostawiając barki rozlegle jasnymi. Powierzchnie pokryw są nieco matowe, gęsto i wyraźnie mikrorzeźbione, na dysku z niewyraźnymi, nieregularnymi szeregami rozproszonych punktów, w tylnej części boków z wyraźnymi szeregami punktów zanikającymi przed szczytem. Przedpiersie jest ceglaste do jasnordzawego, zapiersie rdzawe lub bladordzawe, a płytki zabiodrzy niemal czarne po bokach i rozjaśnione ku środkowi, niemal szagrynowane. Linie zabiodrzy tworzą tępe wyrostki boczne. Odnóża są jasnordzawe do ceglastych, czasem z tylną parą ciemniejszą. U samców stopy przedniej i środkowej pary są nieco powiększone i opatrzone przyssawkami. Genitalia samca mają prącie w widoku brzusznym lekko zafalowane i zaopatrzone w wierzchołkowy, słabiej niż u L. denticulatus odcięty guzek, a w widoku bocznym opatrzone gładkim, tępym ząbkiem lub półką przy nasadzie.

## Rozprzestrzenienie
Owad endemiczny dla wyspy Mohéli należącej do Komorów.